# Casa Matilde Gallardo
La casa Matilde Gallardo es una vivienda de carácter histórico que se encuentra situada en el municipio español de Minas de Riotinto, en la provincia de Huelva, comunidad autónoma de Andalucía. En la actualidad el recinto acoge la sede del «Centro de Interpretación Etnológico Matilde Gallardo».

## Descripción
Construida a finales del XIX, la Casa Matilde Gallardo se encuentra en buen estado de conservación y está considerada un ejemplo de las viviendas obreras tradicionales que conformaron la barriada de Alto de la Mesa. El recinto presenta una superficie de unos 60 metros cuadrados, ocupando una parcela de forma rectangular cuyas dimensiones aproximadas son de 6 metros de fachada y 10 metros de profundidad. La casa era de una sola planta y contaba con su propio huerto en la parte trasera. En la actualidad acoge un espacio expositivo donde se explica cómo era la forma de vida de la comunidad minera.